# 2019-es Formula–1 brazil nagydíj
A brazil nagydíj volt a 2019-es Formula–1 világbajnokság huszadik futama, amelyet 2019. november 15. és november 17. között rendeztek meg az Autódromo José Carlos Pace versenypályán, São Paulóban.

## Választható keverékek
| Abroncs              | Friss | Használt |
| -------------------- | ----- | -------- |
| Kemény keverék (C1)  |       |          |
| Közepes keverék (C2) |       |          |
| Lágy keverék (C3)    |       |          |
| Átmeneti esőgumi (I) |       |          |
| Teljes esőgumi (W)   |       |          |

## Szabadedzések

### Első szabadedzés
A brazil nagydíj első szabadedzését november 15-én, pénteken délelőtt tartották, magyar idő szerint 15:00-tól.
| helyezés | versenyző          | csapat/motor          | elért idő  | különbség | futott kör |
| -------- | ------------------ | --------------------- | ---------- | --------- | ---------- |
| 1        | Alexander Albon    | Red Bull-Honda        | 1:16,142   | −         | 9          |
| 2        | Valtteri Bottas    | Mercedes              | 1:16,693   | +0,551    | 10         |
| 3        | Sebastian Vettel   | Ferrari               | 1:17,041   | +0,899    | 13         |
| 4        | Charles Leclerc    | Ferrari               | 1:17,285   | +1,143    | 13         |
| 5        | Carlos Sainz Jr.   | McLaren-Renault       | 1:17,786   | +1,644    | 16         |
| 6        | Nico Hülkenberg    | Renault               | 1:17,899   | +1,757    | 8          |
| 7        | Daniel Ricciardo   | Renault               | 1:17,985   | +1,843    | 9          |
| 8        | Pierre Gasly       | Toro Rosso-Honda      | 1:18,100   | +1,958    | 17         |
| 9        | Danyiil Kvjat      | Toro Rosso-Honda      | 1:18,274   | +2,132    | 16         |
| 10       | Lando Norris       | McLaren-Renault       | 1:18,559   | +2,417    | 15         |
| 11       | George Russell     | Williams-Mercedes     | 1:18,779   | +2,637    | 18         |
| 12       | Kevin Magnussen    | Haas-Ferrari          | 1:19,247   | +3,105    | 10         |
| 13       | Lance Stroll       | Racing Point-Mercedes | 1:19,414   | +3,272    | 6          |
| 14       | Kimi Räikkönen     | Alfa Romeo-Ferrari    | 1:19,532   | +3,390    | 12         |
| 15       | Antonio Giovinazzi | Alfa Romeo-Ferrari    | 1:19,600   | +3,458    | 18         |
| 16       | Nicholas Latifi    | Williams-Mercedes     | 1:20,010   | +3,868    | 16         |
| 17       | Romain Grosjean    | Haas-Ferrari          | idő nélkül | –         | 3          |
| 18       | Sergio Pérez       | Racing Point-Mercedes | idő nélkül | –         | 1          |
| 19       | Max Verstappen     | Red Bull-Honda        | idő nélkül | –         | 3          |
| 20       | Lewis Hamilton     | Mercedes              | idő nélkül | –         | 3          |

### Második szabadedzés
A brazil nagydíj második szabadedzését november 15-én, pénteken délután tartották, magyar idő szerint 19:00-tól.
| helyezés | versenyző          | csapat/motor          | elért idő  | különbség | futott kör |
| -------- | ------------------ | --------------------- | ---------- | --------- | ---------- |
| 1        | Sebastian Vettel   | Ferrari               | 1:09,217   | −         | 30         |
| 2        | Charles Leclerc    | Ferrari               | 1:09,238   | +0,021    | 35         |
| 3        | Max Verstappen     | Red Bull-Honda        | 1:09,351   | +0,134    | 33         |
| 4        | Valtteri Bottas    | Mercedes              | 1:09,373   | +1,156    | 37         |
| 5        | Lewis Hamilton     | Mercedes              | 1:09,440   | +0,223    | 39         |
| 6        | Kevin Magnussen    | Haas-Ferrari          | 1:10,143   | +0,926    | 38         |
| 7        | Daniel Ricciardo   | Renault               | 1:10,194   | +0,977    | 32         |
| 8        | Kimi Räikkönen     | Alfa Romeo-Ferrari    | 1:10,210   | +0,993    | 39         |
| 9        | Alexander Albon    | Red Bull-Honda        | 1:10,275   | +1,058    | 31         |
| 10       | Carlos Sainz Jr.   | McLaren-Renault       | 1:10,310   | +1,093    | 38         |
| 11       | Nico Hülkenberg    | Renault               | 1:10,325   | +1,108    | 31         |
| 12       | Pierre Gasly       | Toro Rosso-Honda      | 1:10,352   | +1,135    | 26         |
| 13       | Antonio Giovinazzi | Alfa Romeo-Ferrari    | 1:10,419   | +1,202    | 36         |
| 14       | Danyiil Kvjat      | Toro Rosso-Honda      | 1:10,424   | +1,207    | 34         |
| 15       | Sergio Pérez       | Racing Point-Mercedes | 1:10,443   | +1,226    | 31         |
| 16       | Romain Grosjean    | Haas-Ferrari          | 1:10,504   | +1,287    | 38         |
| 17       | Lance Stroll       | Racing Point-Mercedes | 1:10,568   | +1,351    | 33         |
| 18       | Lando Norris       | McLaren-Renault       | 1:10,700   | +1,483    | 41         |
| 19       | George Russell     | Williams-Mercedes     | 1:11,818   | +2,601    | 36         |
| 20       | Robert Kubica      | Williams-Mercedes     | idő nélkül | –         | 2          |

### Harmadik szabadedzés
A brazil nagydíj harmadik szabadedzését november 16-án, szombaton délelőtt tartották, magyar idő szerint 16:00-tól.
| helyezés | versenyző          | csapat/motor          | elért idő | különbség | futott kör |
| -------- | ------------------ | --------------------- | --------- | --------- | ---------- |
| 1        | Lewis Hamilton     | Mercedes              | 1:08,320  | −         | 17         |
| 2        | Max Verstappen     | Red Bull-Honda        | 1:08,346  | +0,026    | 18         |
| 3        | Charles Leclerc    | Ferrari               | 1:08,611  | +0,291    | 20         |
| 4        | Sebastian Vettel   | Ferrari               | 1:08,664  | +0,344    | 22         |
| 5        | Alexander Albon    | Red Bull-Honda        | 1:09,136  | +0,816    | 17         |
| 6        | Valtteri Bottas    | Mercedes              | 1:09,201  | +0,881    | 20         |
| 7        | Danyiil Kvjat      | Toro Rosso-Honda      | 1:09,415  | +1,095    | 22         |
| 8        | Antonio Giovinazzi | Alfa Romeo-Ferrari    | 1:09,462  | +1,142    | 20         |
| 9        | Lando Norris       | McLaren-Renault       | 1:09,585  | +1,265    | 18         |
| 10       | Carlos Sainz Jr.   | McLaren-Renault       | 1:09,588  | +1,268    | 21         |
| 11       | Kimi Räikkönen     | Alfa Romeo-Ferrari    | 1:09,619  | +1,299    | 21         |
| 12       | Pierre Gasly       | Toro Rosso-Honda      | 1:09,625  | +1,305    | 19         |
| 13       | Nico Hülkenberg    | Renault               | 1:09,650  | +1,330    | 17         |
| 14       | Kevin Magnussen    | Haas-Ferrari          | 1:09,713  | +1,393    | 18         |
| 15       | Daniel Ricciardo   | Renault               | 1:09,761  | +1,441    | 17         |
| 16       | Romain Grosjean    | Haas-Ferrari          | 1:09,798  | +1,478    | 20         |
| 17       | Sergio Pérez       | Racing Point-Mercedes | 1:09,995  | +1,675    | 19         |
| 18       | Lance Stroll       | Racing Point-Mercedes | 1:10,312  | +1,992    | 16         |
| 19       | George Russell     | Williams-Mercedes     | 1:10,843  | +2,523    | 19         |
| 20       | Robert Kubica      | Williams-Mercedes     | 1:11,205  | +2,885    | 23         |

## Időmérő edzés
A brazil nagydíj időmérő edzését november 16-án, szombaton futották, magyar idő szerint 19:00-tól.
| helyezés              | rajtszám | versenyző          | csapat/motor          | 1. rész    | 2. rész  | 3. rész  | rajthely | futott kör |
| --------------------- | -------- | ------------------ | --------------------- | ---------- | -------- | -------- | -------- | ---------- |
| 1                     | 33       | Max Verstappen     | Red Bull-Honda        | 1:08,242   | 1:07,503 | 1:07,508 | 1        | 12         |
| 2                     | 5        | Sebastian Vettel   | Ferrari               | 1:08,556   | 1:08,050 | 1:07,631 | 2        | 15         |
| 3                     | 44       | Lewis Hamilton     | Mercedes              | 1:08,614   | 1:08,088 | 1:07,699 | 3        | 16         |
| 4                     | 16       | Charles Leclerc    | Ferrari               | 1:08,496   | 1:07,888 | 1:07,728 | 14[1]    | 20         |
| 5                     | 77       | Valtteri Bottas    | Mercedes              | 1:08,545   | 1:08,232 | 1:07,874 | 4        | 17         |
| 6                     | 23       | Alexander Albon    | Red Bull-Honda        | 1:08,503   | 1:08,117 | 1:07,935 | 5        | 14         |
| 7                     | 10       | Pierre Gasly       | Toro Rosso-Honda      | 1:08,909   | 1:08,770 | 1:08,837 | 6        | 22         |
| 8                     | 8        | Romain Grosjean    | Haas-Ferrari          | 1:09,197   | 1:08,705 | 1:08,854 | 7        | 16         |
| 9                     | 7        | Kimi Räikkönen     | Alfa Romeo-Ferrari    | 1:09,276   | 1:08,858 | 1:08,984 | 8        | 20         |
| 10                    | 20       | Kevin Magnussen    | Haas-Ferrari          | 1:08,875   | 1:08,803 | 1:09,037 | 9        | 15         |
| 11                    | 4        | Lando Norris       | McLaren-Renault       | 1:08,891   | 1:08,868 |          | 10       | 13         |
| 12                    | 3        | Daniel Ricciardo   | Renault               | 1:09,086   | 1:08,903 |          | 11       | 12         |
| 13                    | 99       | Antonio Giovinazzi | Alfa Romeo-Ferrari    | 1:09,175   | 1:08,919 |          | 12       | 14         |
| 14                    | 27       | Nico Hülkenberg    | Renault               | 1:09,050   | 1:08,921 |          | 13       | 12         |
| 15                    | 11       | Sergio Pérez       | Racing Point-Mercedes | 1:09,288   | 1:09,035 |          | 15       | 14         |
| 16                    | 26       | Danyiil Kvjat      | Toro Rosso-Honda      | 1:09,320   |          |          | 16       | 10         |
| 17                    | 18       | Lance Stroll       | Racing Point-Mercedes | 1:09,536   |          |          | 17       | 9          |
| 18                    | 63       | George Russell     | Williams-Mercedes     | 1:10,126   |          |          | 18       | 9          |
| 19                    | 88       | Robert Kubica      | Williams-Mercedes     | 1:10,614   |          |          | 19       | 9          |
| 107%-os idő: 1:13,018 |          |                    |                       |            |          |          |          |            |
| NK                    | 55       | Carlos Sainz Jr.   | McLaren-Renault       | idő nélkül |          |          | 20[2]    | 2          |

Megjegyzés:
- ↑ 1:  — Charles Leclerc autójában erőforrást cseréltek a hétvége folyamán, ezért 10 rajthelyes büntetést kapott.[3]
- ↑ 2:  — Carlos Sainz Jr. műszaki hiba miatt nem tudott mért kört futni, így nem kvalifikálta magát a futamra, de megkapta a rajtengedélyt.[4] Emellett minden erőforráselemet kicseréltek az autójában, amiért összesen 35 rajthelyes büntetést kapott, azonban ez nem befolyásolta a rajtpozícióját.[5]

## Futam
A brazil nagydíj futama november 17-én, vasárnap rajtolt, magyar idő szerint 18:10-kor.
| helyezés | rajtszám | versenyző          | csapat/motor          | futott kör | idő/kiesés oka | rajthely | abroncs | pont |
| -------- | -------- | ------------------ | --------------------- | ---------- | -------------- | -------- | ------- | ---- |
| 1        | 33       | Max Verstappen     | Red Bull-Honda        | 71         | 1:33:14,678    | 1        |         | 25   |
| 2        | 10       | Pierre Gasly       | Toro Rosso-Honda      | 71         | +6,077         | 6        |         | 18   |
| 3        | 55       | Carlos Sainz Jr.   | McLaren-Renault       | 71         | +8,896         | 20       |         | 15   |
| 4        | 7        | Kimi Räikkönen     | Alfa Romeo-Ferrari    | 71         | +9,452         | 8        |         | 12   |
| 5        | 99       | Antonio Giovinazzi | Alfa Romeo-Ferrari    | 71         | +10,201        | 12       |         | 10   |
| 6        | 3        | Daniel Ricciardo   | Renault               | 71         | +10,541        | 11       |         | 8    |
| 7        | 44       | Lewis Hamilton     | Mercedes              | 71         | +11,139[3]     | 3        |         | 6    |
| 8        | 4        | Lando Norris       | McLaren-Renault       | 71         | +11,204        | 10       |         | 4    |
| 9        | 11       | Sergio Pérez       | Racing Point-Mercedes | 71         | +11,529        | 15       |         | 2    |
| 10       | 26       | Danyiil Kvjat      | Toro Rosso-Honda      | 71         | +11,931        | 16       |         | 1    |
| 11       | 20       | Kevin Magnussen    | Haas-Ferrari          | 71         | +12,732        | 9        |         |      |
| 12       | 63       | George Russell     | Williams-Mercedes     | 71         | +13,599        | 18       |         |      |
| 13       | 8        | Romain Grosjean    | Haas-Ferrari          | 71         | +14,247        | 7        |         |      |
| 14       | 23       | Alexander Albon    | Red Bull-Honda        | 71         | +14,927        | 5        |         |      |
| 15       | 27       | Nico Hülkenberg    | Renault               | 71         | +18,059[4]     | 13       |         |      |
| 16       | 88       | Robert Kubica      | Williams-Mercedes     | 70         | +1 kör         | 19       |         |      |
| 17[5]    | 5        | Sebastian Vettel   | Ferrari               | 65         | defekt         | 2        |         |      |
| 18[5]    | 16       | Charles Leclerc    | Ferrari               | 65         | baleset        | 14       |         |      |
| 19[5]    | 18       | Lance Stroll       | Racing Point-Mercedes | 65         | felfüggesztés  | 17       |         |      |
| ki       | 77       | Valtteri Bottas    | Mercedes              | 51         | erőforrás      | 4        |         |      |

Megjegyzés:
- ↑ 3:  — Lewis Hamilton eredetileg a 3. helyen ért célba, de utólag kapott egy 5 másodperces időbüntetést az Alexander Albonnal történt ütközéséért, ezzel visszacsúszott a 7. helyre.[7]
- ↑ 4:  — Nico Hülkenberg eredetileg a 12. helyen ért célba, de utólag kapott egy 5 másodperces időbüntetést, mert a biztonsági autós szakasz után még sárga zászlónál előzte meg Kevin Magnussent, ezzel Hülkenberg visszacsúszott a 15. helyre.[8]
- ↑ 5:  — Sebastian Vettel, Charles Leclerc és Lance Stroll nem értek célba, de helyezésüket értékelték, mert a versenytáv több, mint 90%-át teljesítették.

## A világbajnokság állása a verseny után
| H   | Versenyzők       | Pont | H   | Konstruktőrök             | Pont |
| --- | ---------------- | ---- | --- | ------------------------- | ---- |
| 1.  | Lewis Hamilton   | 387  | 1.  | Mercedes                  | 701  |
| 2.  | Valtteri Bottas  | 314  | 2.  | Ferrari                   | 479  |
| 3.  | Max Verstappen   | 260  | 3.  | Red Bull-Honda            | 391  |
| 4.  | Charles Leclerc  | 249  | 4.  | McLaren-Renault           | 140  |
| 5.  | Sebastian Vettel | 230  | 5.  | Renault                   | 91   |
| 6.  | Pierre Gasly     | 95   | 6.  | Toro Rosso-Honda          | 83   |
| 7.  | Carlos Sainz Jr. | 95   | 7.  | Racing Point-BWT Mercedes | 67   |
| 8.  | Alexander Albon  | 84   | 8.  | Alfa Romeo-Ferrari        | 57   |
| 9.  | Daniel Ricciardo | 54   | 9.  | Haas-Ferrari              | 28   |
| 10. | Sergio Pérez     | 46   | 10. | Williams-Mercedes         | 1    |

(A teljes táblázat)

## Statisztikák
- Vezető helyen:
  - Max Verstappen: 57 kör (1-21, 26-44, 49-53 és 60-71)
  - Sebastian Vettel: 8 kör (22-25 és 45-48)
  - Lewis Hamilton: 6 kör (54-59)
- Max Verstappen 2. pole-pozíciója és 8. futamgyőzelme.
- Valtteri Bottas 13. versenyben futott leggyorsabb köre.
- A Red Bull 62. futamgyőzelme.
- Max Verstappen 30., Pierre Gasly és Carlos Sainz Jr. 1. dobogós helyezése.[9]